# Бади Гај
Џорџ "Бади" Гај (енгл. George "Buddy" Guy *30. јул 1936) је амерички блуз гитариста и певач. Он је представник и промотер чикаго блуза и утицао је на гитаристе, као што су Џими Хендрикс, Ерик Клептон, Џими Пејџ, Кит Ричардс, Џеф Бек, Џон Мејер и Стиви Реј Вон. Током 1960е, Гај је свирао са Мадијем Вотерсом као студијски гитариста у Chess Records и почео музичко партнерство са свирачем усне хармонике Јуниор Велсом.
Гај је на 30. месту на листи Ролинг стоун часописа "100 највећих гитариста свих времена". Његова песма "Stone Crazy" је на 78. месту Ролинг стоун листе од "100 највећих песама за гитару свих времена". Клептон га је једном описао као "најбољег живог гитаристу". Клептон је, заједно са Б. Б. Кингом, водио укључење Бадија у Рокенрол кућу славних 14. марта 2005.
Његово аутобиографија "When I Left Home: My Story" је издата 2012.

## Детињство и младост
Гај је рођен и одрастао у Летсворту, Луизијана. Он је почео да учи да свира гитару помоћу два-жичног дидли лука је направио. Касније је добио Хармони акустичну гитару, која је, деценијама касније у Гајевој-дугој каријери, поклоњена је Дворани славних рокенрола.